# Цубонива
Цубонива (яп. 坪庭/壷庭/つぼにわ) — тип маленького сада в восточных странах.

## Описание
Термин цубонива происходит от японских слов «цубо» (坪) — единица измерения 1×1 Кен; 3,3 м².; 36 кв. футов и «нива» — сад.
Другие варианты написания цубо-нива переводятся как «контейнерный сад», и цубо-нива может отличаться по размеру от единицы измерения цубо.
Считается, что цубонива появились в период Хэйан. Сад может включать в себя много гравия и крупные камни при минимальной растительности, а может быть полностью состоять из растений. Обычен небольшой водоем. Растения должны быть тенелюбивыми. Иногда используются искусственные растения. Возможно размещение в таком садике скульптур.